# Route 51 (Islande)
Pour les articles homonymes, voir Route 51.
La Route 51 (Þjóðvegur 51) ou Akrafjallsvegur est une route islandaise qui dessert la ville d'Akranes.

## Trajet
- Route 1 - Tunnel du Hvalfjörður
- -  vers Akranes
- Route 1 - Eiðisvatn